# 柏加馬阿爾卑斯山脈

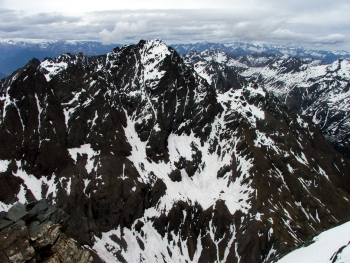

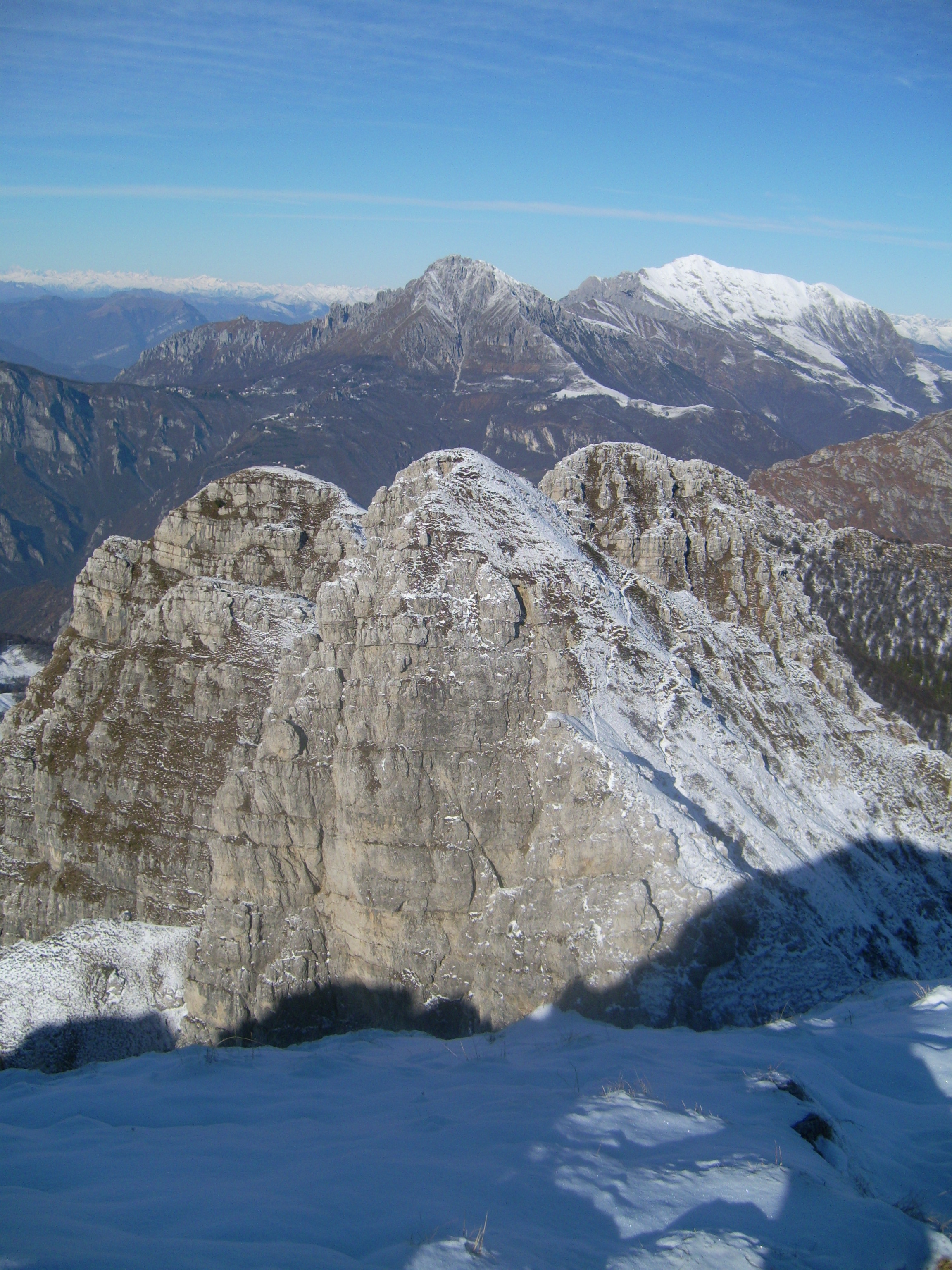

柏加馬阿爾卑斯山脈是意大利的山脈，是南阿爾卑斯山脈的一部分，位於該國北部倫巴底，全長80公里，最高點海拔高度3,052米，山體由沉積岩組成。

## 外部連結
- Italian official cartography (Istituto Geografico Militare - IGM); on-line version: www.pcn.minambiente.it （页面存档备份，存于）